# De Sade (film)
De Sade  è un film statunitense del 1969 diretto da Cy Endfield, Roger Corman, Gordon Hessler (questi ultimi due non accreditati) e basato sulla vita del marchese De Sade.

## Trama
Francia, XVIII secolo. Donatien Alphonse Francois, marchese De Sade, è in procinto di sposarsi con Renée De Montreuil, sebbene egli desideri unirsi alla bella sorella Anne che però si ritira in convento. Comincia quindi una vita fatta di dissolutezze e perversioni sessuali, spinto dalle esperienze di suo zio, il perverso abate De Sade, trascurando la moglie e dedicandosi alle prostitute. Per questo stile di vita oltre i limiti, finisce più volte in manicomio fino a quando, incarcerato, chiede perdono alla moglie Renée.

## Produzione
Il film fu prodotto dalla American International Pictures, dalla Central Cinema Company Film e dalla Trans Continental e girato nel 1969 a Grünwald e Berlino, Germania.
Keir Dullea, nel suo primo ruolo dopo 2001: Odissea nello spazio, interpreta il protagonista in un film caratterizzato da immagini psichedeliche e musica Go-go. Il marchese morente ricorda la sua vita, terrorizzato da suo zio e ossessionato dal suo passato di dissolutezze. John Huston appare come l'abate de Sade.
Il film originariamente doveva essere diretto da Roger Corman ma questi si ritirò dopo aver girato solo alcune scene perché convinto che  la censura avrebbe reso impossibile l'inclusione di forti scene di sadismo (il film mostra, tra l'altro, scene di orge al rallentatore) necessarie per la storia. La direzione fu continuata da Cy Endfield e Gordon Hessler (quest'ultimo non accreditato insieme a Corman).

## Distribuzione
Alcune delle uscite internazionali sono state:
- 27 agosto 1969 negli Stati Uniti (De Sade)
- 19 giugno 1970 in Danimarca (De Sade - den sexglade og sadistiske De Sade)
- 12 settembre 1970 in Giappone
- 26 settembre 1970 in Germania Ovest (Das ausschweifende Leben des Marquis de Sade)
- 26 ottobre 1970 in Svezia (Kärlekens hus)
- 21 giugno 1972 in Francia (Le divin Marquis de Sade)
- in Spagna (De Sade)
- in Brasile (O Insaciável Marquês de Sade)
- in Grecia (Oi erotes... tou markisiou De-Sade)

## Incassi
Il film incassò solo negli Stati Uniti 1.250.000  dollari.

## Promozione
Le tagline furono:
- "A strange man, an unusual story" ("Un uomo strano, una storia insolita").
- "He made evil an art, virtue a vice... and pain a pleasure!" ("Fece del male un'arte, della virtù un vizio ... e del dolore un piacere!").